# 西尤寧 (紐約州)
西尤寧（英語：West Union）是一個位於美國紐約州斯托本縣的鎮。

## 人口
根據2020年美國人口普查的數據，西尤寧的面積為106.32平方千米，當中陸地面積為105.94平方千米，而水域面積為0.38平方千米。當地共有人口343人，而人口密度為每平方千米3人。